# 宽城子站
宽城子站（俄语：Куаньчэнцзы вокзал），是中国吉林省长春市的第一座火车站。该车站原是中东铁路南支线的一个四等站，始建于1899年，1901年整体完工。1936年，宽城子站因铁路改线而关闭，1958年站舍被拆除，原站址位于今长春市宽城区长春机车厂院内南侧。

## 历史

### 建站初期

#### 筑路设站
1896年，清政府同沙皇俄国签订《中俄密约》，同意沙俄修建中东铁路。1898年，中东铁路南支线开工，沙皇俄国在今长春市区西北部五公里外的二道沟北汊规划了一座火车站，因长春旧名“宽城子”，故命名为“宽城子车站”，民间亦通称“二道沟车站”、“老毛子车站”。1900年7月15日，义和团运动兴起，宽城子站站舍和站内存放的物资被烧毁，已铺轨的铁路被拆毁。1901年，俄国修复被大火烧毁的房舍，车站建设全部完成。1903年7月，中东铁路正式通车运营。

#### 日俄分管

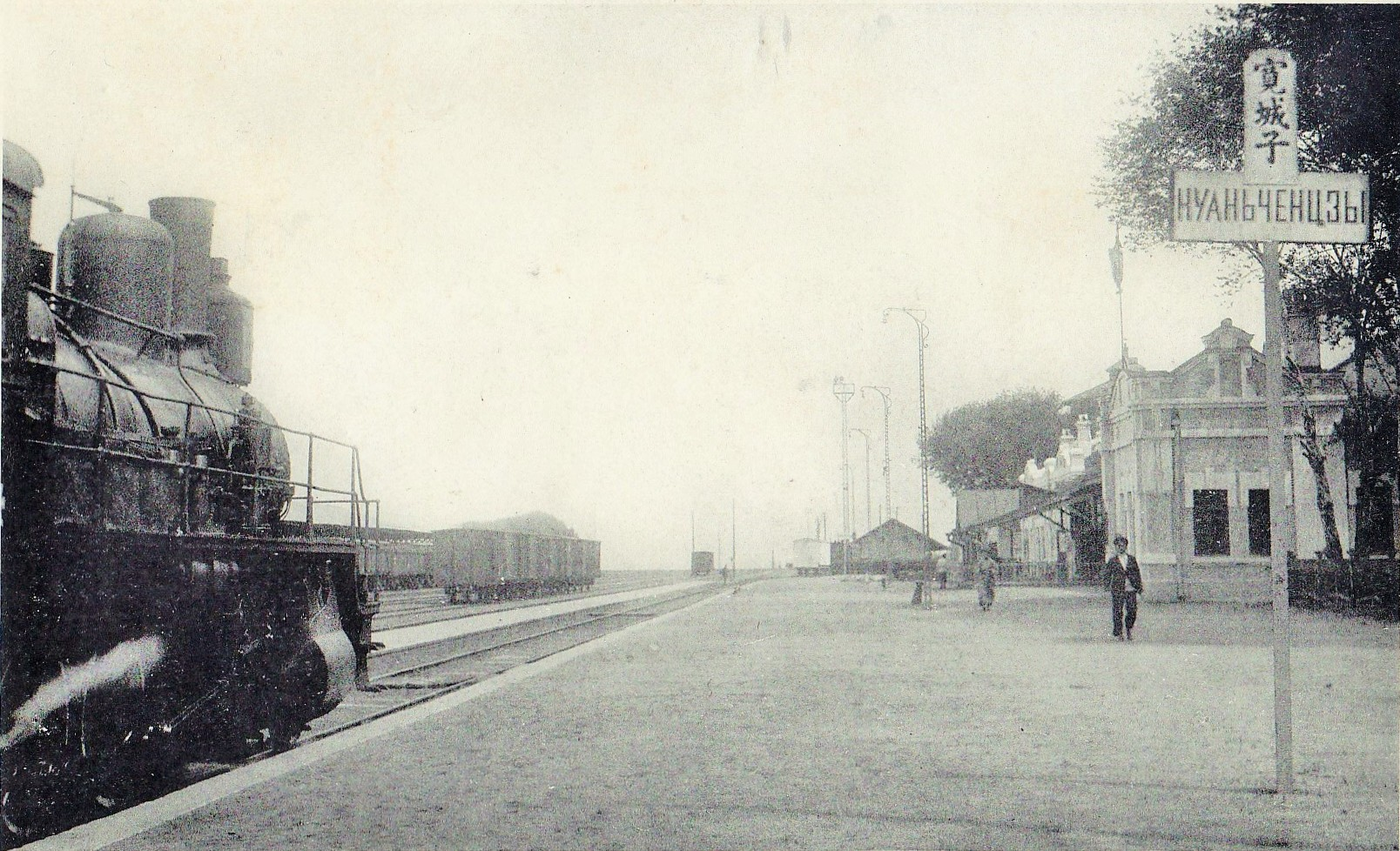
宽城子站站台

1905年，日俄战争结束后，双方签订《朴茨茅斯条约》，规定俄国将宽城子站以南部分的中东铁路管理权无偿转让予日本，宽城子站本身则归属双方共有。同年，宽城子站站舍由俄国工程师普洛辛斯基设计并重建。1906年5月，日本将中东铁路南支线长春至旅大段改称“南满铁路”。1907年6月，俄国以560,393卢布购买了宽城子站的日本共有权。同年，日本在宽城子站南约2公里处修建了长春站（通称日本站或头道沟站），负责长春通向南满铁路方向的的客货运业务，与俄国控制的宽城子站分庭抗礼。

#### 中苏合办
1917年十月革命后，苏联政府继承了沙俄对于宽城子站及其附属地的所有权。宽城子事件期间，奉系军阀领导的吉林陆军第三混成旅步兵二团曾暂时驻扎在宽城子车站附属地内。
1924年5月，中苏通过谈判在北京签订了《中俄解决悬案大纲协定》和《暂行管理中东铁路协定》，规定中东铁路（宽城子站以北段）由中苏合办。自此，宽城子站及其附属地由中苏共同经营。

### 满洲国时期

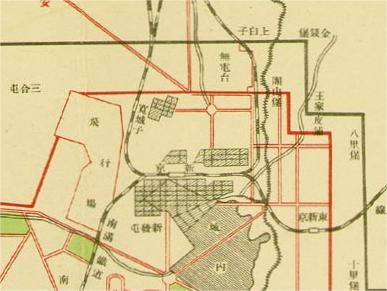
1936年的新京特别市铁路规划地图（部分），反映了宽城子站（图示“宽城子”）和新京站（图示“新京”）间的位置关系

1931年9月19日凌晨4时30分，日本关东军第四联队对驻防宽城子站的东北军中东路护路军二营发动袭击，随后占领宽城子铁路附属地。东北军中东路护路军二营营长傅冠军等70人在战斗中死亡。
1935年3月，日本向苏联购买了中东铁路北段，日本的南满洲铁道株式会社接管宽城子车站，车站内的设施陆续搬迁或拆除。同年8月，中东铁路北段（北满铁路）改为标准轨，与南满铁路直通并南延至新京站，宽城子站失去作用。1936年1月，宽城子站关闭。

### 中华人民共和国时期
1953年，中华人民共和国铁道部在宽城子站原址兴建长春机车厂。1958年，宽城子站站舍被拆除，次年长春机车厂建成。

## 车站附属地

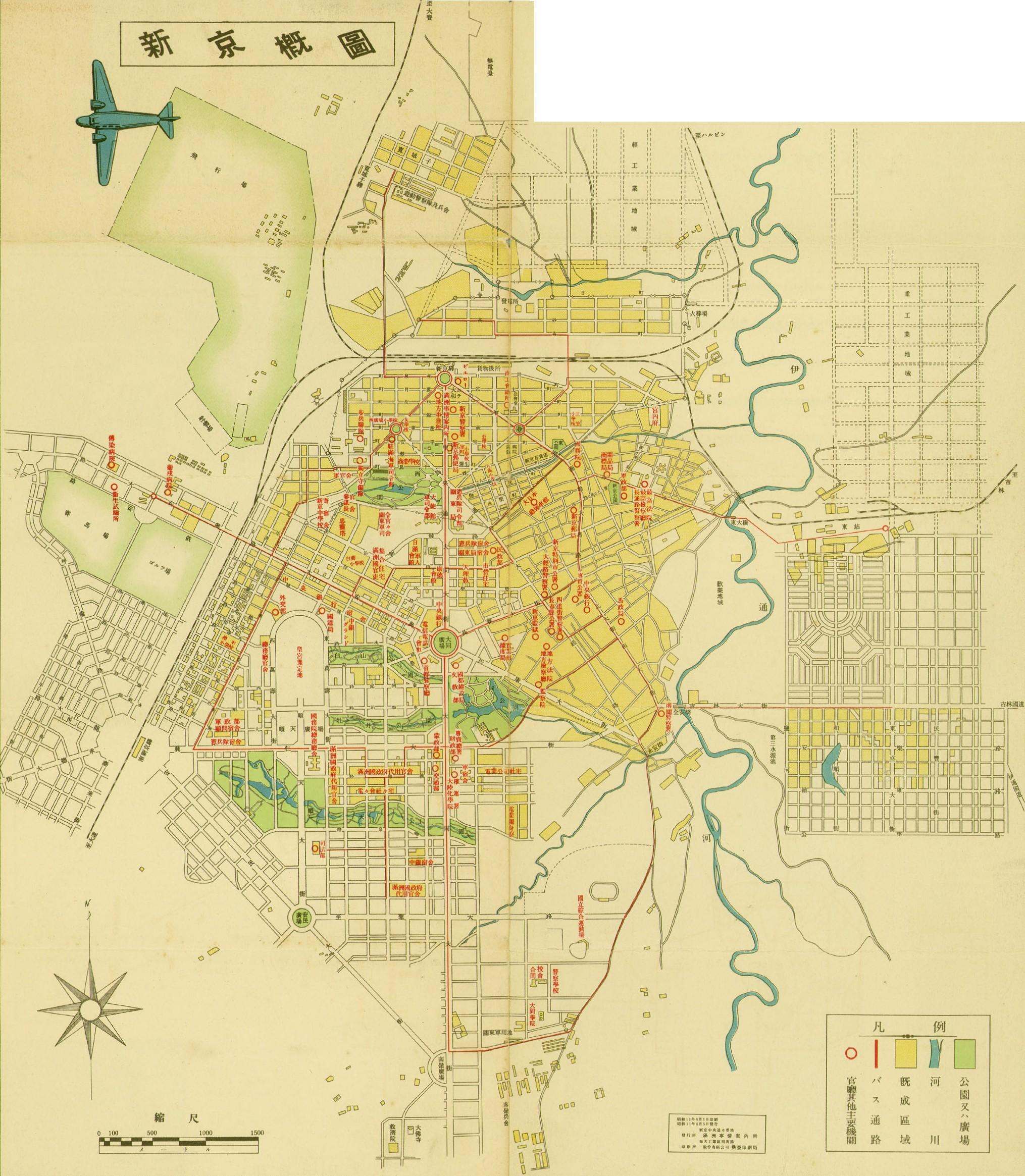
1936年的新京特别市地图，图中左上所注“宽城子”即为中东铁路宽城子车站附属地范围

光绪二十四年（1898年），沙皇俄国以防护“铁路所必须之地”为由，出动军队和铁路警察占领了宽城子站附近的二道沟一带，命名为"宽城子火车站区"。中东铁路公司将“宽城子”所在的车站街市定为二级市街，宽城子街区由此成为长春地区第一个按功能规划建设的街区。初期，站区占地不足2平方公里，后几经扩张至5.7平方公里。1905年，俄国重新划定宽城子火车站区范围，同时将站区更名为“宽城子车站附属地”，别称“二道沟附属地”。该附属地以宽城子站为中心，整体呈长方形，西靠中东铁路线，东至二道沟，北至今长春机车厂一带，其划定面积约为5.53平方公里。据1923年9月23日发行的《吉长日报》所报导，宽城子站附属地的俄国商业繁盛，俄国人开设的商铺已达百余家。其整体人口和规模仍相对较小，直至1935年废弃前，建成的区域约为1平方公里，人口不足5000人。
在规划与布局方面，宽城子车站附属地以秋林街（今一匡街）、巴栅街（今二酉街）两条街路为主路，形成了与铁路平行的棋盘状路网；同时，附属地划分为数个按功能规划建设的街区，分为火车站区、站前区、居住区、卫戍区等功能区，路宽8至12米不等，街廓50至200米不等。附属地内兴建有方形的站前广场（今长春市区内兴建的第一座广场），以及护路警察住房、铁路俱乐部、水塔（包括今长春市区内兴建的第一座水塔）、领事馆、学校、教堂、医院、兵营、铁路住宅，以及一些为俄国铁路员工和家属服务为主的面包加工厂、肉类罐头加工厂、屠宰场、饮食店、食杂店、面粉及谷物店、浴池、照相馆等配套设施。城市绿化方面，附属地内的部分道路两旁种植了大叶杨作为行道树，作为今长春市内最早的城市绿化景观。供水方面，附属地内共铺设了长约2公里的输水管道，将伊通河的水引入站区，形成了长春最早的近代城市供水系统。

### 军事卫戍
1900年左右，沙皇俄国在宽城子站铁路附属地内修建了供沙俄驻军卫戍的兵营，分为南兵营、北兵营和将校营三部分。
其中，南大营共建有3栋营房，当地人称之为“三大栋”，均为俄式砖石结构建筑；北大营共建有2栋营房；将校营则建有1栋营房、6栋军官宿舍和1座教堂，其部分建筑于1904年改建作沙俄铁路子弟小学，中苏合办后改称东省特别区立第十二小学。

### 现状

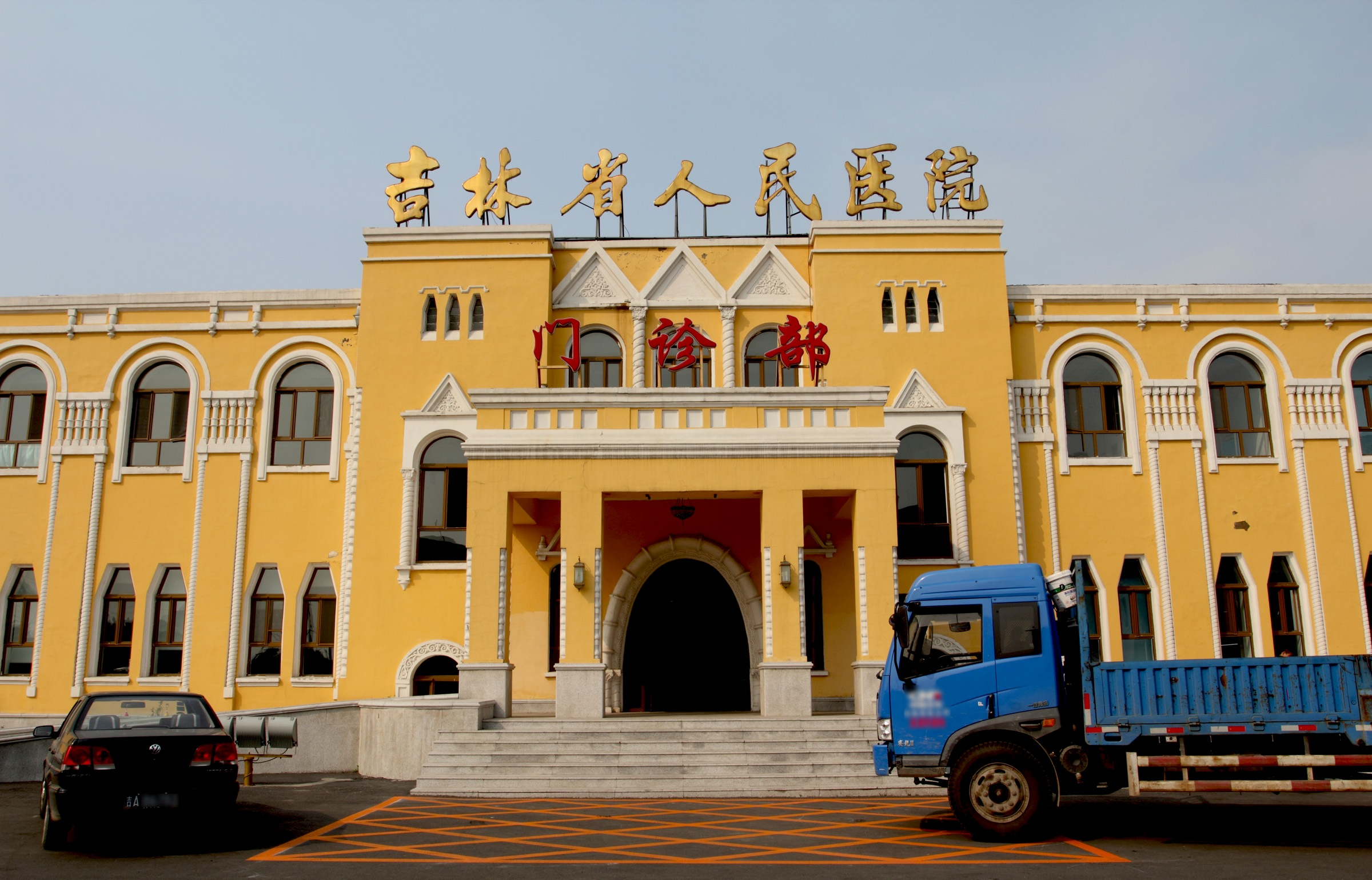
吉林省人民医院凯旋院区门诊楼，原为宽城子火车站俱乐部，始建于1903年

宽城子站附属地的许多建筑已经拆除，但仍有部分建筑得以保留，如原宽城子火车站俱乐部（今吉林省人民医院凯旋院区门诊楼）、原沙俄兵营（包括原将校营的部分建筑遗存）、原二道沟邮局、亚乔辛制粉厂旧址等。2021年，随着长春中车轨道车辆有限公司整体搬迁建设项目启动，中东铁路宽城子车站历史文化街区项目在原宽城子车站附属地范围内启动，原遗留建筑和相关历史遗迹将改造为历史公园。